# Шариковая ручка

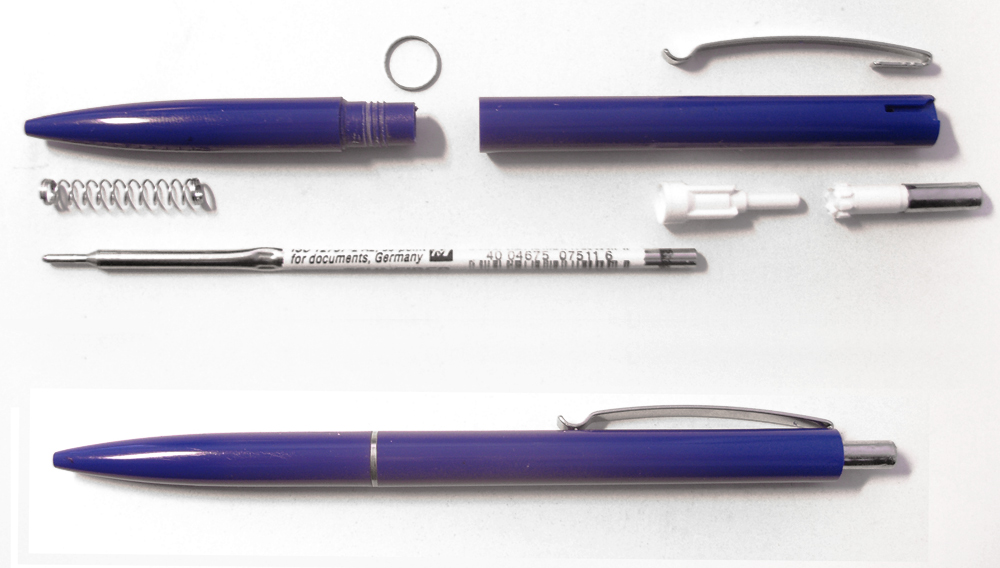
Разобранная и собранная шариковая ручка (Schneider K15)

Ша́риковая ру́чка — разновидность ручки (авторучки), при письме которой чернила переносятся из резервуара на бумагу вращающимся шариком.

## Конструкция
Она состоит из стержня (обычно — пластиковой трубочки), заполненного пастообразными густыми чернилами, и шарикового пишущего наконечника, размещённого на конце стержня.
Наконечник состоит из трубки (медь, нейзильбер, сталь или другое), одним концом входящей в стержень, и маленького металлического шарика, размещённого с небольшим зазором в другом конце трубки так, что часть его сферы выступает из трубки.
Для достижения износоустойчивости шарики изготавливают из твёрдого материала, например, из стали или карбида вольфрама, а сферической формы добиваются шлифованием с использованием алмазной пасты или другими методами.
Благодаря сферической форме и зазору между шариком и трубкой наконечника шарик может вращаться. Чернила из стержня по трубке наконечника поступают к шарику и смачивают одну его сторону, чтобы ручка не протекла. При письме шарик вращается за счёт трения между бумагой и шариком, смоченная чернилами сторона шарика оказывается снаружи трубки, и чернила с шарика переносятся на бумагу. Вязкость и плотность чернил должны быть такими, чтобы чернила не вытекали (были густыми) из стержня ни с открытого конца, ни через зазор между трубкой и шариком, прилипали к последнему и переносились на бумагу, к тому же чернила должны достаточно быстро сохнуть на бумаге, поэтому чернила для перьевых ручек не подходят для шариковых авторучек. Шариковые ручки требуют нажима для письма.
Чернила для шариковых авторучек (чернильная паста) создаются на масляной основе с добавлением пигментов или красителей для придания им различных цветов.
За счёт простоты конструкции шариковые ручки дёшевы и широко распространены.

## История

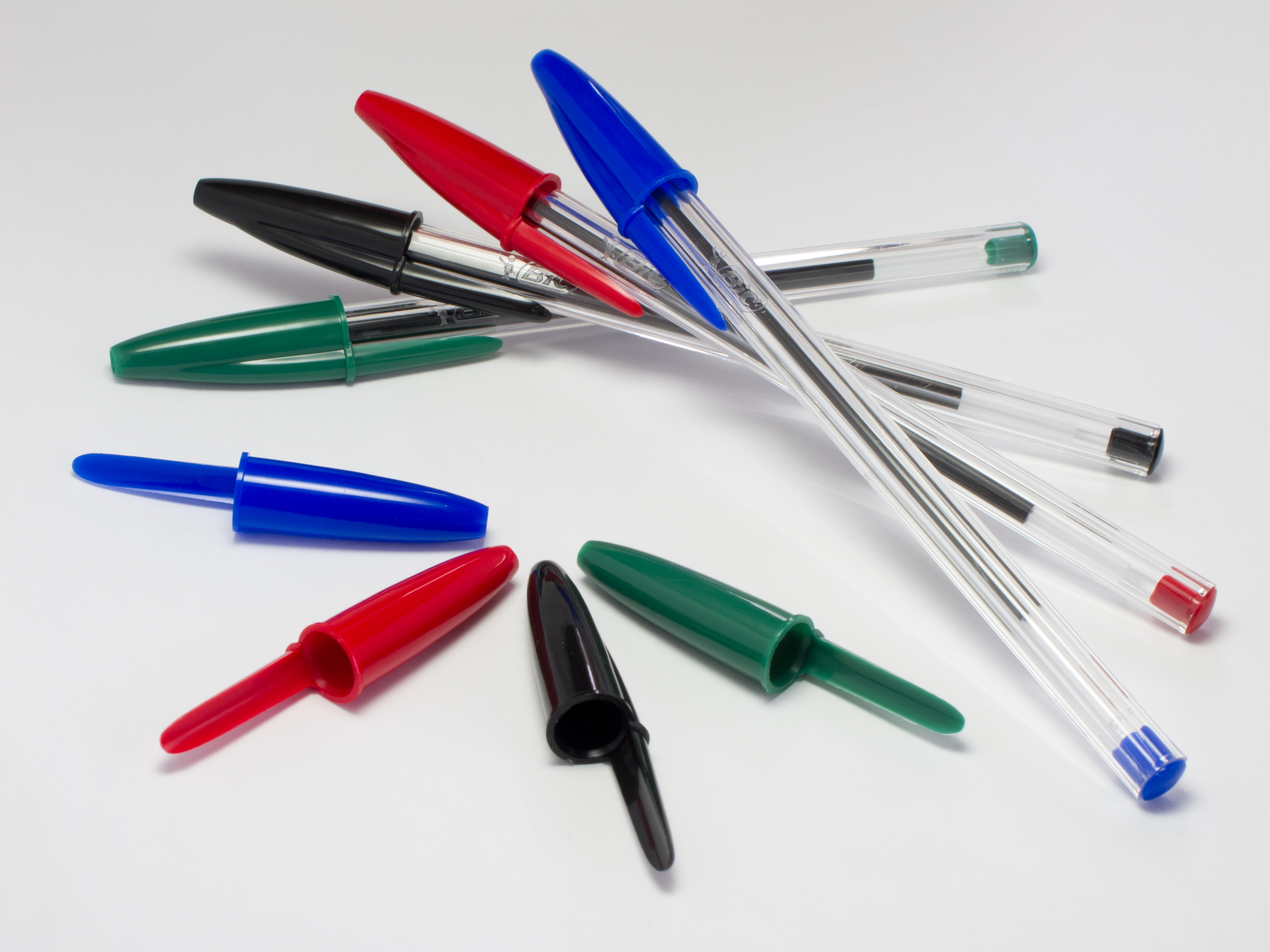
Ручки BIC Cristal

Принцип действия ручки был запатентован 30 октября 1888 года в США Джоном Лаудом. Его изобретение представляло собой баллон с краской и подпружиненным шариком и предназначалось для нанесения меток на мешки и ящики.
В последующие годы были изобретены и запатентованы различные конструкции шариковых ручек: 3 мая 1904 года — Джорджем Паркером, в 1916 году — Ван Вечтен Райзбергом (англ. Van Vechten Reisberg).
Современная шариковая ручка изобретена венгерским журналистом Ласло Биро (венг. László József Bíró) в 1931 году и запатентована в 1938 году. В Аргентине, где многие годы жил журналист, такие ручки называют в честь него «бироме». 10 июня 1943 года Биро со своим братом Георгом получил аргентинский патент.
Первые шариковые ручки производились по заказу Королевских военно-воздушных сил Великобритании, поскольку обычные перьевые авторучки протекали в самолётах от снижения атмосферного давления при наборе высоты.
В 1953 году француз Марсель Бик усовершенствовал и упростил конструкцию, получив самую дешёвую (одноразовую) в производстве модель шариковой ручки под названием «Bic Cristal».
В СССР шариковые ручки получили распространение в конце 1960-х годов, после того как их массовое производство началось осенью 1965 года на швейцарском оборудовании. Стержни и пишущие узлы были в дефиците, поэтому для населения была организована заправка стержней пастой на базе мастерских по ремонту бытовой техники.
Сначала мастер вводил длинную твёрдую проволоку с тыльной стороны пустого стержня и надавливал ею на шарик, который выскакивал из гнезда. Затем стержень вставлялся в специальный станок, который закачивал в него пишущую пасту. Кончиком заполненного стержня мастер надавливал на шарик, в результате чего тот вставал на место. После ряда заправок наконечник стержня и шарик «разбивались», такая ручка начинала «мазать».
Некоторое время в советских школах ученикам младших классов не разрешали пользоваться шариковыми ручками: считалось, что с ними невозможно выработать правильный и красивый почерк (первые шариковые ручки писали заметно хуже перьевых чернильных ручек). С улучшением качества шариковых ручек этот запрет постепенно был упразднён.

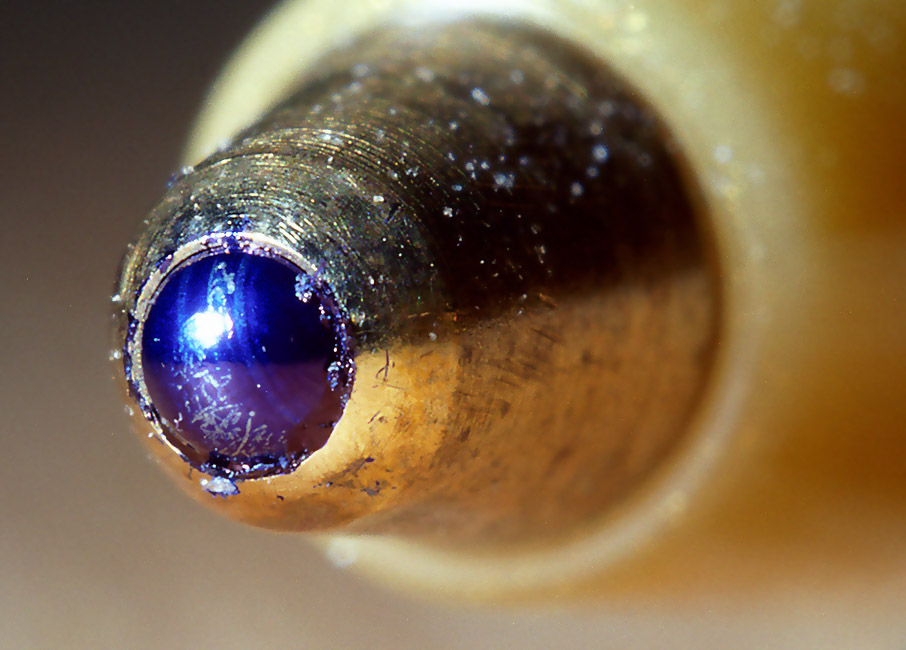
Кончик шариковой ручки с шариком (макросъёмка)
- Кончик шариковой ручки с шариком
- Рисование шариковой ручкой